# XFree86
XFree86 és un servidor gràfic derivat del projecte Xfree86, Inc. Va néixer com una implementació lliure del X Window System, conegut com a X, X11 i X11R6. Xfree86 funciona principalment en sistemes UNIX i totes les seves variants BSD (FreeBSD, NetBSD, OpenBSD, Mac OS X (via Darwin), etc.), Solaris, SGI IRIX, i derivats, com Linux (qualsevol distribució), així com a OS/2 i Cygwin (per Windows).
Després d'un canvi de llicència el febrer del 2004, que el fa incompatible amb la llicència GPL, es va produir un fork creant-se X.Org amb el suport de molts desenvolupadors de XFree86 descontents amb el canvi de llicència. Actualment X.Org ha substituït a XFree86 com el sistema de finestres de la majoria de distribucions de GNU/Linux i BSD.
XFree86 proveeix una interfície gràfica client/servidor entre el maquinari (ratolí d'ordinador), teclat i sistemes gràfics) i un entorn d'escriptori que proveeix un sistema de finestres així com una interfície estandarditzada d'aplicació (API, per les seves sigles angleses).
XFree86 és independent de la plataforma, extensible i es pot utilitzar en xarxa.

## ServidorsX Windowbasats en XFree86

### Basats en XFree86 4.0
- KDrive (TinyX)
- FreeDesktop.org Xserver (fd.o xserver). Derivat de TinyX. Es va iniciar pels desenvolupadors de KDE i Gnome.

### Basats en XFree86 4.2
- Apple X11 (per Mac OS X)

### Basats en XFree86 4.3
- XWin (per a Windows/Cygwin)
- XDarwin (per Darwin i OSX)
- OroborOSX (per Darwin i Mac OSX)

### Basats en XFree86 4.4 RC2 per laFundació X.Org
- X.Org (la implementació X11 per defecte per FreeBSD).
- Debrix. Derivat de X.Org.

## Històric de versions
| Versió          | Data publicació         | Canvis més importants                                            |
| --------------- | ----------------------- | ---------------------------------------------------------------- |
| X386 1.1        | 11 de febrer del 1991   | Primera versió per Thomas Roell, basada amb X11R4.               |
| X386 1.2        | 29 d'agost del 1991     | Incluida amb X11R5.                                              |
| X386 1.2e 0.0   | 7 de maig del 1992      | Primera pre-XFree86 codificada per membres eventuals de l'equip. |
| XFree86 1.0m    | 2 de setembre del 1992  | Primera versió anomenada "XFree86".                              |
| XFree86 2.0     | Octubre del 1993        |                                                                  |
| XFree86 2.1     | 11 de març del 1994     |                                                                  |
| XFree86 2.1.1   | 4 de maig del 1994      | Última versió basada amb X11R5.                                  |
| XFree86 3.0     | 26 d'agost del 1994     | Publicada per a X11R6.                                           |
| XFree86 3.1     | 29 de setembre del 1994 |                                                                  |
| XFree86 3.2     | 26 d'octubre del 1996   |                                                                  |
| XFree86 3.2.1   | 1996                    |                                                                  |
| XFree86 3.3     | 30 de maig del 1997     | XFree86 Acceleration Architecture (XAA)                          |
| XFree86 3.3.1   | 8 d'agost del 1997      |                                                                  |
| XFree86 3.3.2   | 24 de maig del 1998     |                                                                  |
| XFree86 3.3.3   | 30 de desembre del 1998 |                                                                  |
| XFree86 3.3.3.1 | 30 de desembre del 1998 |                                                                  |
| XFree86 3.3.4   | 21 de juny del 1999     |                                                                  |
| XFree86 3.3.5   | 17 d'agost del 1999     |                                                                  |
| XFree86 3.3.6   | 31 de desembre del 1999 | Última versió 3.x.                                               |
| XFree86 4.0     | 8 de març del 2000      | Nova arquitectura completa. X11R6.4 incluida.                    |
| XFree86 4.0.1   | 30 de juny del 2000     | XRender                                                          |
| XFree86 4.0.2   | 18 de desembre del 2000 |                                                                  |
| XFree86 4.0.3   | 16 de març del 2001     |                                                                  |
| XFree86 4.0.4   | 2001                    |                                                                  |
| XFree86 4.1.0   | 2 de juny del 2001      |                                                                  |
| XFree86 4.2.0   | 18 de gener del 2002    |                                                                  |
| XFree86 4.2.1   | 3 de setembre del 2002  |                                                                  |
| XFree86 4.3.0   | 26 de febrer del 2003   |                                                                  |
| XFree86 4.4.0   | 29 de febrer del 2004   | Primera versió sota llicència XFree86 1.1.                       |
| XFree86 4.5.0   | 16 de març del 2005     |                                                                  |
| XFree86 4.6.0   | 10 de maig del 2006     |                                                                  |
| XFree86 4.7.0   | 12 d'agost del 2007     |                                                                  |
| XFree86 4.8.0   | 15 de desembre del 2008 |                                                                  |